# 些路迪公園
塞爾提克公園（英語：Celtic Park）是一座位於蘇格蘭格拉斯哥的足球場，也是凱爾特人的主場球場。凯尔特人公園是蘇格蘭容納觀眾數僅次於爱丁堡的默莱菲体育场第二多的運動場，亦是全英國第6大的足球場。凯尔特人公園舉辦過一些重要賽事的決賽，最近的一次是在1998年的蘇格蘭杯決賽。

## 現況
些路迪公園球場草坪四週完全被看台圍繞，包括三座大型雙層看台及一座包含些路迪博物館（Celtic museum）較矮的雙層看台。
西看台名為「澤克·史甸看台」（Jock Stein Stand）可容13,006名觀眾，是些路迪球迷傳統佔據的看台；作客球迷則被安排到同樣可容13,006人的「里斯本雄獅看台」（Lisbon Lions Stand）；
由舊稱「森林」（The Jungle）重建的北看台是全蘇格蘭最大的單一球場看台，可以容納高達26,970名球迷，比2009/10年球季中10個蘇超及5個英超球場的容量還要多；最細的主看台（南看台）則可容7,850人。
球場內設有兩個大屏幕在比賽日可重播球賽精華。

## 發展
些路迪一直研究增加些路迪公園容量的可行性，行政總裁彼得·羅威爾（Peter Lawwell）於2007年4月表示可以重建主看台以增加8,000觀眾，但因造價太昂貴而未有實現。
些路迪公園會主辦2014年英聯邦運動會的開幕典禮。

## 外部連結
- Description and Gallery
- Satellite map（页面存档备份，存于）
- Celtic Park at the Scottish Football Archive
- Virtual Celtic Park Stadium Tour（页面存档备份，存于）